# George Merchant
George Merchant (13 de mayo de 1926 – 16 de agosto de 2015) era un futbolista escocés, quien jugó para Dundee y Falkirk. Merchant anotó uno de los goles como Falkirk y ganó la Final de la Copa Escocesa de 1957. Después de retirarse como jugador de fútbol, se convirtió en entrenador de fútbol en Dunfermline Athletic y estableció un negocio de impresión.
El 16 de agosto de 2015, Merchant murió en un asilo de ancianos en Carnoustie, Angus.